# Triphysa semiluna
Triphysa semiluna är en fjärilsart som beskrevs av Igor Kozhanchikov 1936. Triphysa semiluna ingår i släktet Triphysa och familjen praktfjärilar. Inga underarter finns listade i Catalogue of Life.